# Gran Premio Città di Camaiore 1987
Il Gran Premio Città di Camaiore 1987, trentottesima edizione della corsa, si svolse il 18 luglio 1987 su un percorso di 229 km, con partenza e arrivo a Camaiore. La vittoria fu appannaggio dell'italiano Gianni Bugno, che completò il percorso in 5h35'00", alla media di 41,015 km/h, precedendo il danese Jesper Worre e il connazionale Claudio Savini.

## Ordine d'arrivo (Top 10)
| Pos. | Corridore          | Squadra                | Tempo    |
| ---- | ------------------ | ---------------------- | -------- |
| 1    | Gianni Bugno       | Atala-Ofmega           | 5h35'00" |
| 2    | Jesper Worre       | Selca                  | s.t.     |
| 3    | Claudio Savini     | Fibok-Müller-Sidermec  | s.t.     |
| 4    | Pierino Gavazzi    | Remac                  | s.t.     |
| 5    | Arno Küttel        | Gewiss-Bianchi         | s.t.     |
| 6    | Maurizio Vandelli  | Ariostea               | s.t.     |
| 7    | Marco Saligari     | Ariostea               | a 0'30"  |
| 8    | Dario Mariuzzo     | Gewiss-Bianchi         | s.t.     |
| 9    | Marco Franceschini | Fibok-Müller-Sidermec  | s.t.     |
| 10   | Jørgen Marcussen   | Pepsi Cola-Alba Cucine | s.t.     |